# Nachtveilchen (Strauss)
Das Tanzstück mit dem Titel Nachtveilchen ist eine Polka mazur von Johann Strauss (Sohn) (op. 170) und wurde am 1. Juli 1855 in Ungers Casino in Wien erstmals aufgeführt.

## Einzelnachweis
1. ↑  Quelle: Englische Version des Booklets (Seite 33) in der 52 CDs umfassenden Gesamtausgabe der Orchesterwerke von Johann Strauß (Sohn), Hrsg. Naxos (Label). Das Werk ist als achter Titel auf der 9. CD zu hören.